# Orgilus longicornis
Orgilus longicornis är en stekelart som först beskrevs av Charles Thomas Brues 1933.  Orgilus longicornis ingår i släktet Orgilus och familjen bracksteklar. Inga underarter finns listade i Catalogue of Life.